# Proasellus hypogeus
Proasellus hypogeus là một loài chân đều trong họ Asellidae. Loài này được Racovitza miêu tả khoa học năm 1922.